# 小原匡博
小原 匡博（おはら まさひろ、1982年4月3日 - ）は、東京都調布市出身のプロバスケットボール選手、指導者である。ポジションはポイントガード。

## 来歴
11歳の時にバスケットボールを始める。

東京農大一高校から東京農業大学を経て、2005年に横浜ギガスピリッツに入団。
2006年からは千葉ピアスアローバジャーズに所属した後、2008年にbjリーグの大分ヒートデビルズに練習生として入団。その後、プロ契約に至る。2009-10シーズンはレギュラーシーズン全52試合に出場。2011-12シーズンはヘッドコーチに就任した鈴木裕紀に代わり、チームのキャプテンを務める。大分には2012-2013シーズン終了まで在籍。
2013年8月にNBDLレノヴァ鹿児島のヘッドコーチに就任。2014年10月、2014-15シーズン開幕前に現役復帰し、プレーイングコーチとなった。同シーズン終了後に契約満了で退団。

## 経歴
- 東京農大一高 - 東京農業大学 - 横浜ギガスピリッツ - 千葉ピアスアローバジャーズ - 大分ヒートデビルズ（2008年〜2013年）- レノヴァ鹿児島（2014-2015）